# Plumapathes pennacea
Plumapathes pennacea är en korallart som först beskrevs av Peter Simon Pallas 1766.  Plumapathes pennacea ingår i släktet Plumapathes och familjen Myriopathidae. Inga underarter finns listade i Catalogue of Life.